# La truffa che piaceva a Scotland Yard
La truffa che piaceva a Scotland Yard (Kaleidoscope) è un film britannico del 1966 diretto da Jack Smight ed interpretato da Warren Beatty e Susannah York.

## Trama
Barney Lincoln è un accanito giocatore che organizza una truffa per facilitarsi la vita: si introduce in uno stabilimento tipografico e segna i cliché delle carte da gioco in modo da renderle riconoscibili e vince un sacco di soldi. Poco dopo si reca a Scotland Yard su segnalazione di Angela McGinnis, figlia di un ispettore di polizia che, venuto a conoscenza della truffa, convince Barry a mettere a tacere tutto a condizione che lui perda una somma altrettanto ingente. 